# Noelle Mbouma
Noelle Therencia Mbouma Mandzo (ur. 19 stycznia 1997) – kongijska zapaśniczka walcząca w stylu wolnym. Brązowa medalistka igrzysk afrykańskich w 2015 i 2019 roku.